# Cabo San Pío
Cabo San Pío är en udde i Argentina.   Den ligger i provinsen Eldslandet, i den södra delen av landet, 2 400 km söder om huvudstaden Buenos Aires.
Terrängen inåt land är lite kuperad. Havet är nära Cabo San Pío söderut. Trakten är glest befolkad. Det finns inga samhällen i närheten. 